# Al-Kahtanijja (Al-Hasaka)
Al-Kahtanijja (arab. القحطانية, kurd. Tirbespî lub Tirbê Spîyê, syr. ܩܒܪ̈ܐ ܚܘܪ̈ܐ) – miasto w Syrii, w muhafazie Al-Hasaka w dystrykcie Al-Kamiszli. De facto miasto leży w kantonie Qamişlo, który to jest częścią Regionu Cizîrê wchodzącego w skład Autonomicznej Administracji Północnej i Wschodniej Syrii.
W 2004 liczyło miejscowość liczyła 16 946 mieszkańców.